# Alte Wache (Köln)

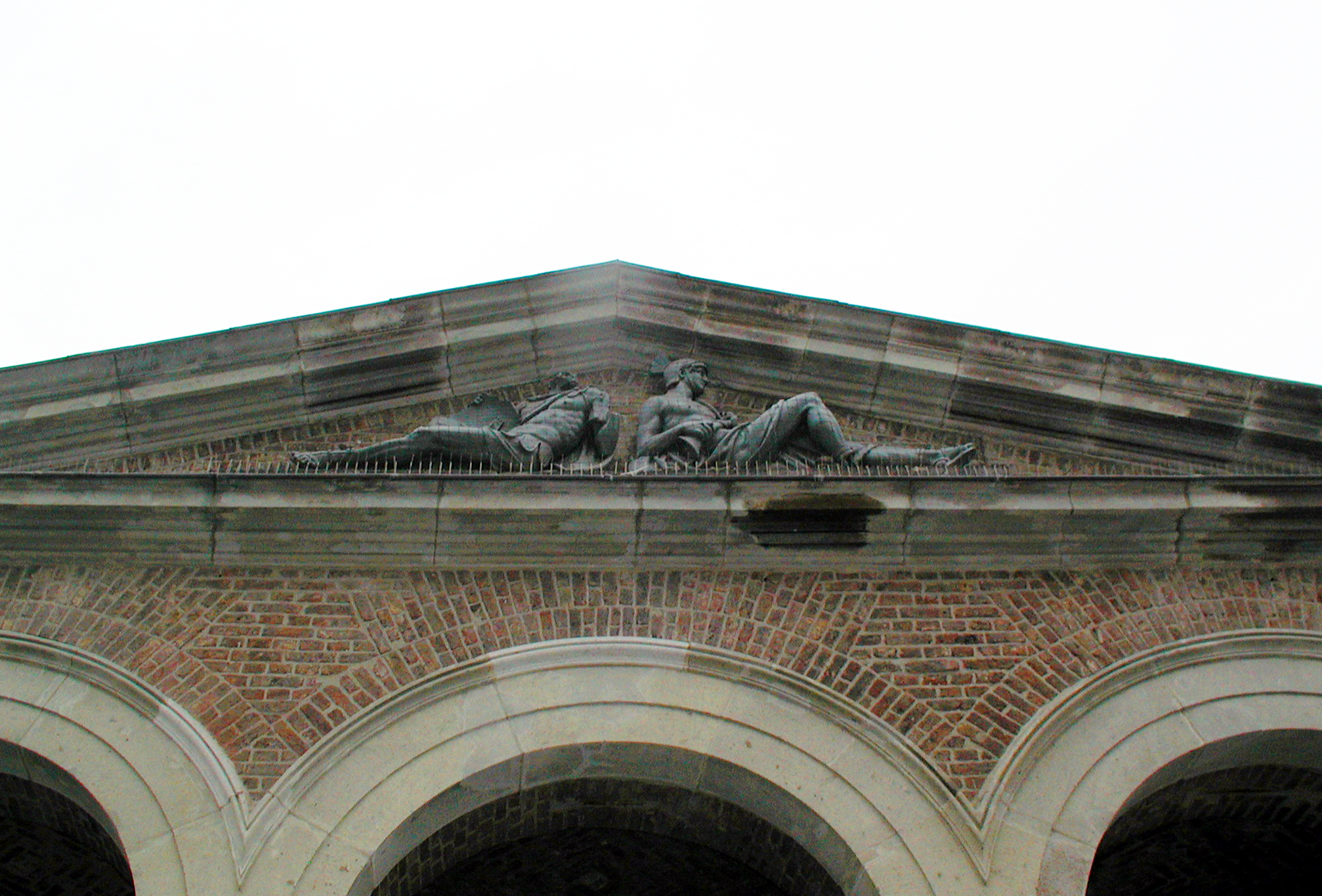
Giebelfries der alten Wache

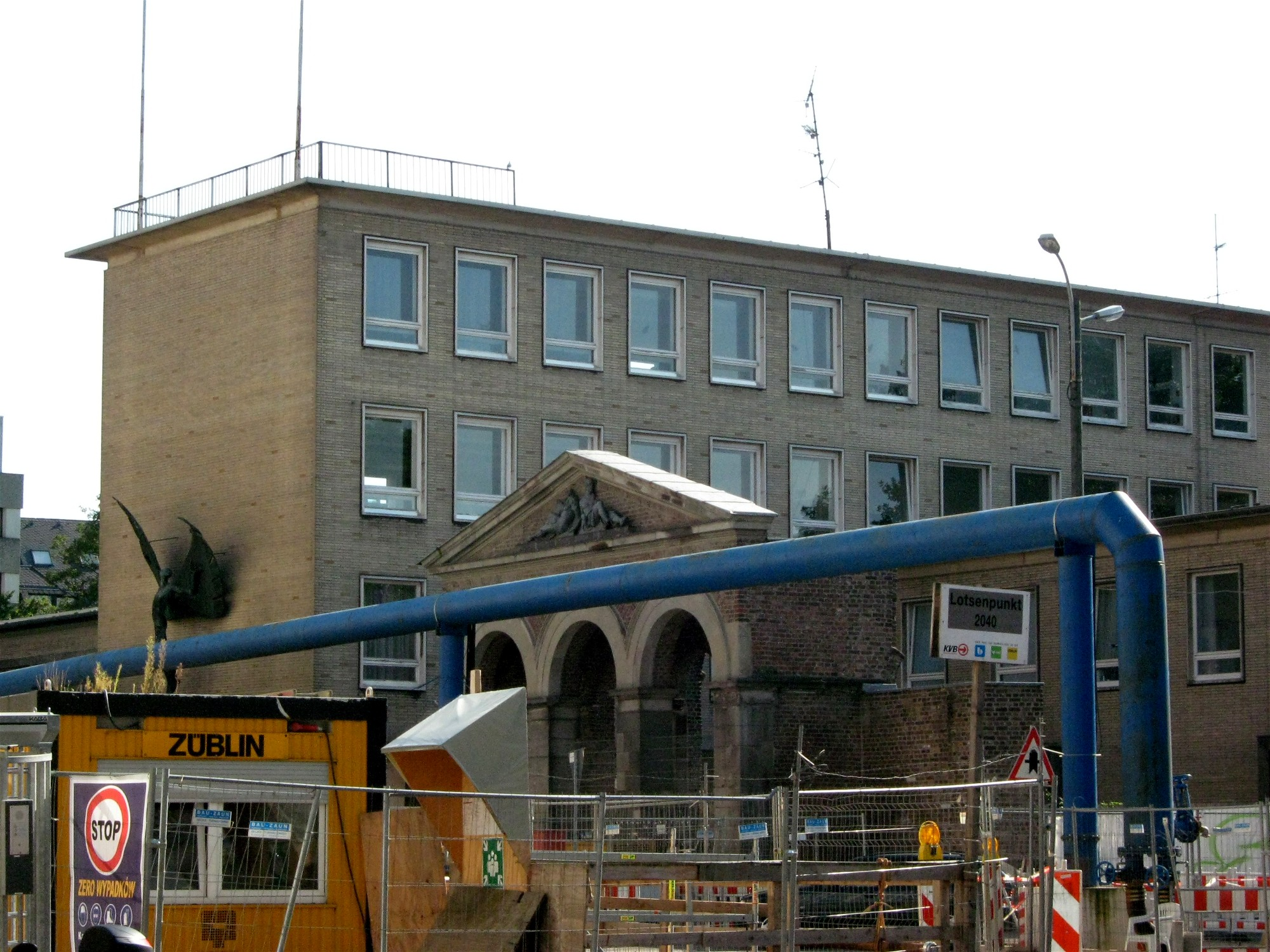
Wachen-Portikus mit U-Bahnbaustelle

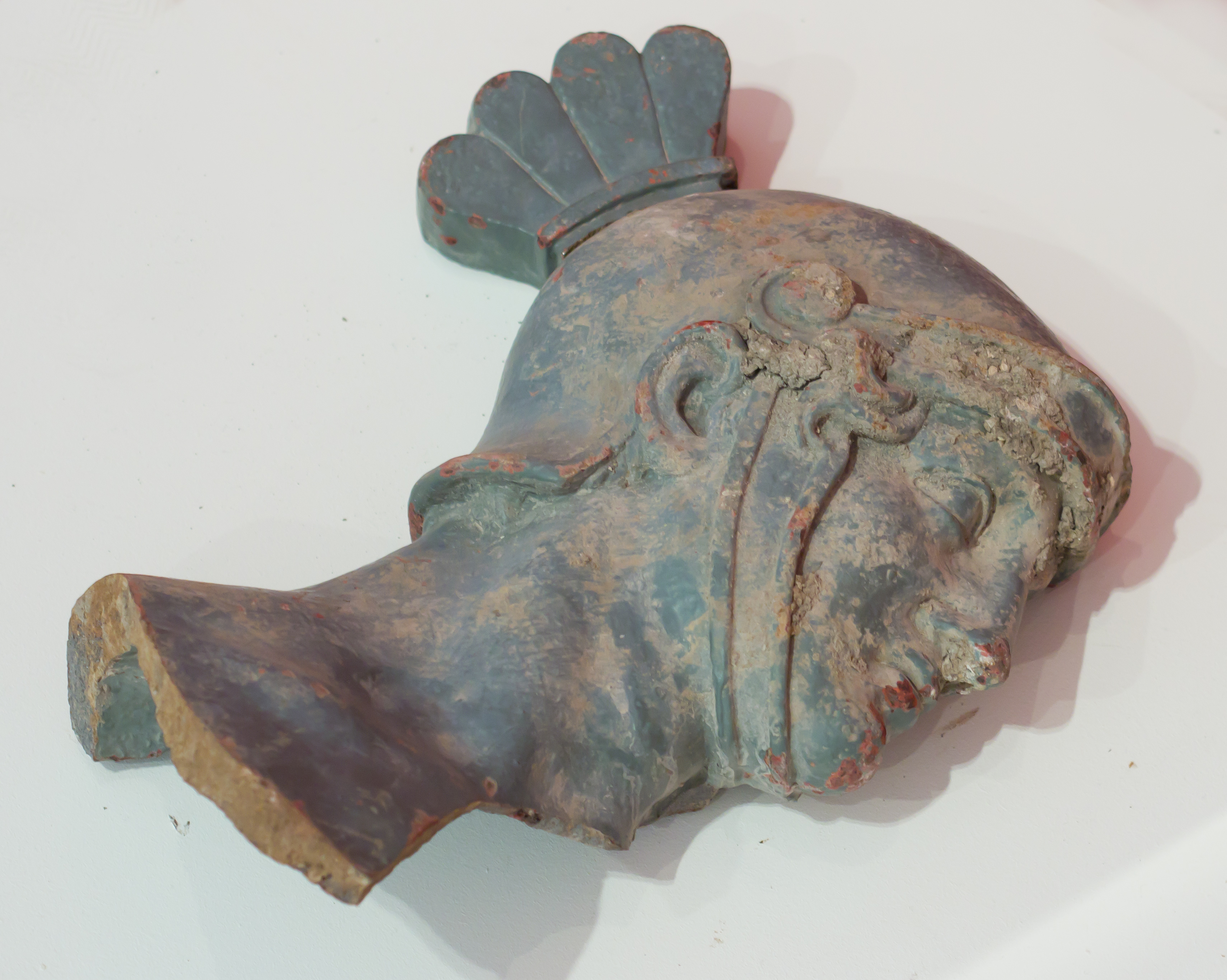
Relikt des Giebelfrieses nach dem Abbruch, Ausstellung im Kölnischen Stadtmuseum

Die Alte Wache neben dem Friedrich-Wilhelm-Gymnasium am Waidmarkt in Köln war eines von drei neuen Wachtgebäuden, die die preußische Militärverwaltung im Einvernehmen mit der Stadt in den Jahren 1840/41 errichten ließ. Die Hauptwache auf dem Heumarkt wurde bereits 1877 abgebrochen, das ähnliche Wachgebäude, die Alte Wache Zeughaus dient heute dem Kölner Stadtmuseum für Wechselausstellungen.
Die Alte Wache am Waidmarkt war für 30 Mann geplant. Der Architekt am Platze, Schuberth, übernahm klassizistische Formen eines 1825 von Architekt Maximilian Joseph Hurtault errichteten Pavillons im Park des Schlosses von Saint-Cloud bei Paris. Der Portikus des Gebäudes und das nach Entwürfen des Bildhauers Friedrich Joseph Porcher ausgeführte Giebelrelief von zwei ruhenden Kriegern überstanden den Zweiten Weltkrieg und den Einsturz des Historischen Archivs in der Severinstraße beim Bau der Nord-Süd-Stadtbahn am 3. März 2009.
Der als Zeugnis der Militärbauten Kölns unter Denkmalschutz stehende dreibogige Portikus der Alten Wache wurde dabei durch herabgestürzte Dachteile des Stadtarchivs am rechten Außenpfeiler und der rechten Außenwand leicht beschädigt, wobei das Gewölbe keine Risse zeigte. Um die Bergungsarbeiten der Einsatzkräfte nicht zu behindern, wurde der Portikus in Abstimmung mit der Stadtkonservatorin niedergelegt. Die Einzelteile wurden gesichert und im Hinblick auf einen späteren Wiederaufbau eingelagert. Teile des Giebelfrieses konnten in der Ausstellung „Der Waidmarkt. Drunter und Drüber“ (8. Oktober 2011 bis 18. Februar 2012) im Kölnischen Stadtmuseum besichtigt werden.